# Anton Zeilinger
Anton  Zeilinger (Ried im Innkreis, 1945. május 20. –) Nobel-díjas osztrák kvantumfizikus.

## Élete
1955-ben a családja Bécsbe költözött. Egy hietzingi gimnáziumba járt. Majd 1963 és 1971 között a Bécsi Egyetemen fizikát és matematikát tanult.
Külföldi tartózkodása után 1990-ben az Innsbrucki Egyetem rendes professzora lett.
1999-ben a Bécsi Egyetem egyetemi tanára és a Kísérleti Fizikai Intézet vezetője lett. 2006 és 2009 között a Bécsi Egyetem Fizikai Karának dékánja volt.
2013 és 2022 között az Osztrák Tudományos Akadémia elnöke volt. 2016-ban a Román Akadémia külföldi tiszteleti tagja lett.

## Fordítás
- Ez a szócikk részben vagy egészben  az   Anton  Zeilinger című német Wikipédia-szócikk fordításán alapul.  Az eredeti cikk szerkesztőit annak laptörténete sorolja fel. Ez a jelzés csupán a megfogalmazás eredetét és a szerzői jogokat jelzi, nem szolgál a cikkben szereplő információk forrásmegjelöléseként.